# Urgleptes ovalis
Urgleptes ovalis är en skalbaggsart som först beskrevs av Bates 1866.  Urgleptes ovalis ingår i släktet Urgleptes och familjen långhorningar. Inga underarter finns listade i Catalogue of Life.